# New Tazewell
New Tazewell – miasto w Stanach Zjednoczonych, w stanie Tennessee, w hrabstwie Claiborne.